# Членство Беларуси в международных организациях
В этот список включены те международные организации, в которых состоит Беларусь. Их перечень опубликован на сайте МИД страны, на 15 февраля 2022 года в нём значились 60 организаций, где Беларусь является наблюдателем или постоянным членом. В семи из них Беларусь имеет статус наблюдателя, в остальных — постоянного члена. Всего в перечне находятся четыре интеграционных объединения на постсоветском пространстве (СНГ, Союзное государство, ЕАЭС и ОДКБ), 27 других международных организаций, 14 специализированных учреждений ООН, четыре организации из группы Всемирного банка и 11 региональных организаций.

## Всемирная Организация Здравоохранения
Основной источник:
Беларусь является одной из стран-учредителей Всемирной Организации Здравоохранения. В 1994 году учреждено Страновое бюро Всемирной Организации Здравоохранения в Беларуси.
В соответствии с постановлением Совета Министров Республики Беларусь от 21 ноября 2017 года № 877 главным республиканским органом по вопросам сотрудничества Беларуси с Всемирной Организацией Здравоохранения является Министерство здравоохранения Республики Беларусь.

## Всемирный банк
Источники:
Беларусь является членом Всемирного банка с 10 июля 1992.

### Основные направления
- создание возможностей для роста частного сектора и повышение эффективности государственных инвестиций;
- поддержание высокого уровня человеческого капитала;
- усиление вклада инфраструктуры в управление изменением климата, экономический рост и развитие человеческого потенциала.

## Движение неприсоединения
Основные источники:
Беларусь является членом Движения Неприсоединения с 1998 года. Участвуя в Движении Неприсоединения, Беларусь получает политическую поддержку государств-единомышленников на международной арене. С 1998 года Беларусь принимает активное участие во всех мероприятиях этого движения. Беларусь является единственным европейским государством, которое является членом Движения Неприсоединения. Беларусь инициативы были отражены в ряде стратегических документов.

## Евразийский экономический союз
Источники:
Беларусь является членом Евразийского экономического союза с 1 января 2015 года.

## Единое экономическое пространство
Беларусь  входит в состав Единого экономического пространства с 29 мая 2012 года.

## Интерпол
Источник:
Беларусь является членом Интерпола с 29 сентября 1993 года.

## Международная организация труда
Источник:
Беларусь является членом Международной Организации Труда с 1954 года. Головным органом по взаимодействию с Международной Организации Труда является Министерство труда и социальной защиты Республики Беларусь.

## Международный валютный фонд
Беларусь  является членом Международного Валютного Фонда с 10 июля 1992 года.

## Организация Договора о коллективной безопасности
Беларусь вступила в Организацию Договора о коллективной безопасности 31 декабря 1993 года. Договор вступил в силу 20 апреля 1994 года.

## Организация Объединённых Наций
Беларусь вступила в Организацию Объединённых Наций 24 октября 1945. Тогда Беларусь входила в состав СССР и была Белорусской ССР.

## Организация по безопасности и сотрудничеству в Европе
Беларусь является членом Организации по безопасности и сотрудничеству в Европе с 26 октября 2007.

## Партнёрство во имя мира
Беларусь является членом программы НАТО с 11 января 1995 года.
Беларусь не входит в список государств-членов НАТО, но является партнёром программы «Партнёрство во имя мира»
С 2014 года Республика Беларусь не является партнёром программы "Партнёрство во имя мира"

## Содружество Независимых Государств
Беларусь является страной-учредительницей СНГ. Россия, Украина и Беларусь подписали договор о создании Содружества Независимых Государств 8 декабря 1991 года в Вискулях. В Минске находится штаб-квартира СНГ.
Встречи Глав Государств СНГ в Беларуси
| Дата         | Город | Примечания           |
| ------------ | ----- | -------------------- |
| Апрель 1993  | Минск | [ 10 ] [ 11 ]        |
| Май 1995     | Минск | [ 11 ] [ 12 ]        |
| Октябрь 2006 | Минск | [ 13 ] [ 14 ] [ 15 ] |
| Октябрь 2013 | Минск | [ 16 ] [ 17 ]        |
| Октябрь 2014 | Минск | [ 18 ] [ 19 ] [ 20 ] |

## Союзное государство
Основной источник:

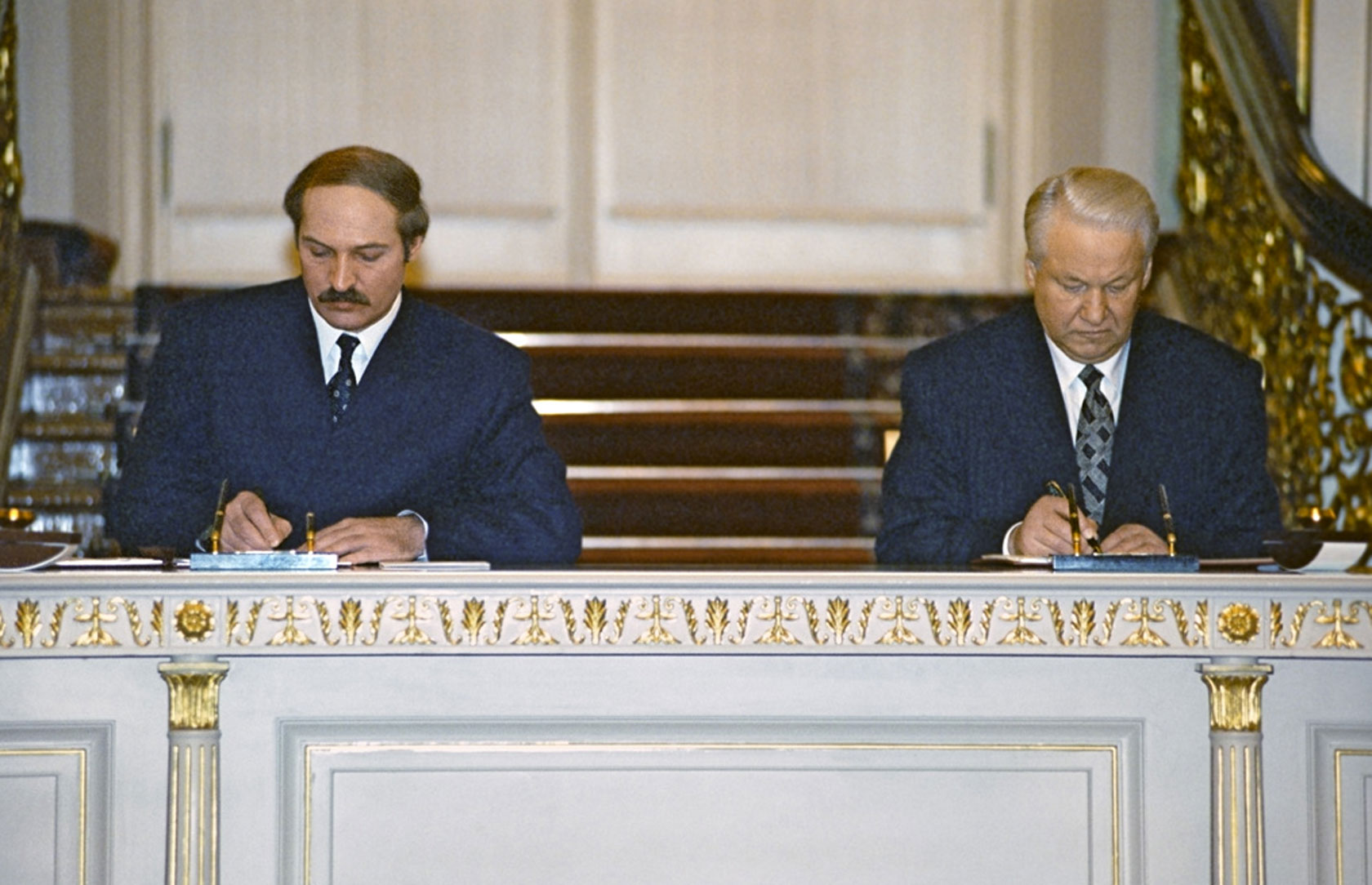
Торжественная церемония подписания Договора об образовании Союза России и Беларуси во Владимирском зале Большого Кремлёвского дворца

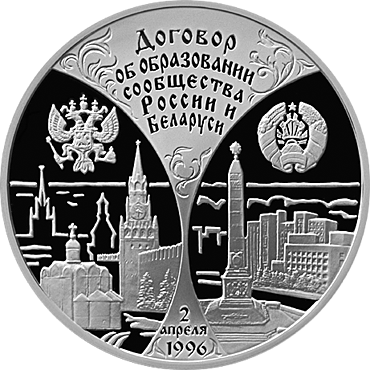
Памятная монета, посвященная сообществу Беларуси и России

Союзное государство — надгосударственность Российской Федерации и Республики Беларусь с поэтапно организуемым единым политическим, экономическим, военным, таможенным, валютным, юридическим, гуманитарным и культурным пространством.
Договор о создании Союзного государства России и Беларуси подписан 8 декабря 1999 года. Договор вступил в силу 26 января 2000 года. В полномочия Союзного государства входят внешняя политика, оборона и безопасность, бюджетная, денежно‑кредитная и налоговая системы, таможенные вопросы, системы энергетики, транспорта и связи.